# 傑氏單頜鰻
傑氏單頜鰻為輻鰭魚綱囊鰓鰻目單頜鰻科的其中一種，分布於東大西洋區的獅子山海域，屬深海魚類，棲息深度可達3000公尺，體長可達10.9公分。

## 擴展閱讀
維基物種上的相關：傑氏單頜鰻